# Trontano
Trontano – miejscowość i gmina we Włoszech, w regionie Piemont, w prowincji Cusio Ossola.
Według danych na rok 2004 gminę zamieszkiwało 1707 osób, 29,9 os./km².
Trontano graniczy z następującymi gminami: Beura-Cardezza, Cossogno, Domodossola, Druogno, Malesco, Masera, Premosello-Chiovenda, Santa Maria Maggiore.